# رونالد هنت
رونالد هنت (بالإنجليزية: Ronald Hunt)‏ هو سياسي أسترالي وبريطاني (وحمل سابقاً جنسية المملكة المتحدة لبريطانيا العظمى وأيرلندا)، ولد في 25 ديسمبر 1897، وتوفي في 7 يونيو 1968. حزبياً، نشط في تحالف الليبرالية والريفي. وقد انتخب عضو مجلس النواب جنوب أستراليا من الجمعية عن دائرة Electoral district of Victoria ‏ وقد انضم خلال فترته النيابية (8 أبريل 1933 – 18 مارس 1938) للكتلة البرلمانية تحالف الليبرالية والريفي.